# جو داريل
جو داريل (بالإنجليزية: Joe Durrell)‏ هو لاعب كرة قدم بريطاني، ولد في 15 مارس 1953 في ستيبني في المملكة المتحدة. لعب مع كارديف سيتي ونادي بريستول سيتي ونادي غيلينغهام ونادي لينكولن سيتي ووست هام يونايتد.